# HATS-70
HATS-70 — одиночная звезда в созвездии Большого Пса на расстоянии приблизительно 4263 световых лет (около 1307 парсек) от Солнца. Видимая звёздная величина звезды — +12,23m. Возраст звезды оценивается как около 810 млн лет.
Вокруг звезды обращается, как минимум, одна планета.

## Характеристики
HATS-70 — белая звезда спектрального класса A. Масса — около 1,78 солнечной, радиус — около 1,881 солнечного, светимость — около 12 солнечной. Эффективная температура — около 8281 К.

## Планетная система
В 2018 году командой астрономов, работающих в рамках обзора HATSouth, было объявлено об открытии планеты HATS-70 b.